# 雷斯·弗雷斯霍茨
雷斯·弗雷斯霍茨（英語：Les Fresholtz）为一位美国音讯工程师。他曾2次获得奥斯卡最佳音响效果奖，并10次提名这一奖项。自1968年至1996年间他参与了110多部电影的制作。

## 精选影视作品
弗雷斯霍茨2次获得奥斯卡最佳音响效果奖，并10次获得提名。
获奖：
- 总统班底 (1976)[1]
- 爵士乐手（英语：Bird (1988 film)） (1988)[2]

提名：
- 蓝烟火（英语：Marooned (1969 film)） (1969)[3]
- 纸月亮 (1973)[4]
- 咬紧子弹（英语：Bite the Bullet (film)） (1975)[5]
- 电光骑士（英语：The Electric Horseman） (1979)[6]
- 灵魂大探索 (1980)[7]
- 窈窕淑男 (1982)[8]
- 鹰狼传奇 (1985)[9]
- 偷心俏佳人（英语：Heartbreak Ridge） (1986)[10]
- 致命武器 (1987)[11]
- 不可饶恕 (1992)[12]